# Марек Якимовський
Марек Якимовський — шляхтич гербу Домброва з Поділля (дати народження та смерті невідомі), який у 1627 р., перебуваючи в османському полоні, захопив турецьку галеру і визволив понад 200 християн.

## Перебіг подій
Якимовський потрапив у турецький полон у 1620 р. , після Цецорської битви, і був відправлений на галери . На кораблі олександрійського бея Касіма він зустрів двох інших поляків. Крім них, із 221 рабів «троє були греки, двоє англійці, один з Італії, інші всі були або з Руси, або з Москви» .
Якимовський разом зі своїми земляками (їх звали Стефан Сатановський та Ян Столчин чи Столчина) почав готувати план втечі, але лише випадково прийшов їм на поміч: 12 листопада 1627 року галера стала на якір до берегів острова Лесбос, що в Егейському морі. Капітан і частина екіпажу спустилися на сушу. Якимовський чекав саме такої нагоди. Жоден із трьох поляків тоді не був прикутий до лавки, бо вони були на борту «за різні заслуги».
Якимовський забіг на кухню, звідки, незважаючи на опір кухаря, забрав дерев'яну колоду і побіг на корму, де був розташований склад зброї. У недовгому бою він убив турецького солдата, який намагався завадити втечі, зламав двері складу і разом зі своїми співвітчизниками почав розковувати галерних рабів і роздавати їм зброю. Нечисленні члени турецького екіпажу, присутні на борту, перерізали мотузки, що підтримували намет з важкого матеріалу, з метою ускладнення пересування звільнених, але зневіреним повстанцям вдалося це зробити. Вони кидалися на турків: когось вбили, а когось скинули у воду. Згодом було перерізано якірні троси і причали, що з'єднували галеру з берегом; колишні галерники повернулися до весел і судно вийшло в море.
Останньої миті на березі з'явився турецький капітан, який то лаявся, то благав заколотників повернутися. Його ніхто не послухав, і галера повільно рушила на захід. Три турецькі галери кинулися в погоню і півтора дні переслідували втікачів, але раптом почався шторм, і турки сховалися в одному з найближчих портів. Втікачі й надалі веслували. Через кілька годин шторм вщух, і галера, капітаном якої називали Якимовського, благополучно відпливла .
Після 15 днів веслування вони досягли Мессіни на Сицилії, а наступного дня – Палермо. Там вони звільнили «двадцять двох турків, яких за свої безчинства було засуджено, за їхнім звичаєм, на галери» , а також дружину бея безіменного санджаку , яка на той момент перебувала на кораблі, і яку було викрадено разом із чоловіком.
Згодом поляки вирушили до Риму, де їх прийняли і щедро обдарували кардинали Козімо де Торрес і Франческо Барберіні. У Римі Марек Якимовський одружився із польською шляхтичкою на ім’я Катажина, яку було звільнено з галери, де вона опинилася, обслуговуючи викрадену дружину бея . Весілля Якимовського було увічнено на картині Томаша Долабелли. Тоді Якимовський, його дружина та супутники вирушили до Кракова, куди прибули 8 травня 1628 року. Там, у Вавельському соборі, на могилі св. Станіслава, вони представили як вотум турецьку хоругву, захоплену на галері.
Подальша доля Марека Якимовського невідома.

## В літературі
Того ж 1628 року в Римі опубліковано розповідь Якимовського, яку незабаром було перекладено польською мовою як «Короткий опис захоплення передової галери Александрії в порту Мітелена завдяки хоробрій і великій відвазі капітана Марека Якимовського, який був ув’язненим на тій самій галері. З визволенням 220 в’язнів християн» .
Історію Марека Якимовського описав Ян Зілковський у своєму романі «Парубок золотої остроги» (опис захоплення галери заснований на розповіді Якимовського, решта роману – літературна фантастика). Марек Якимовський також є одним з героїв книги Яцека Комуди «Галеони війни», у ній розповідається про нібито долю героя після повернення до Польщі.